# 新野翼
新野 翼（しんの つばさ、2002年5月26日 - ）は、ジャパンラグビーリーグワンのヤクルトレビンズ戸田に所属する、ラグビーユニオン選手。

## 来歴
2018年、石見智翠館高等学校に入学。高2の時に花園（全国高等学校ラグビーフットボール大会）に先発フルバックで出場した。
2021年、専修大学に進学。2年次から公式戦に出場した。
2025年4月2日、ジャパンラグビーリーグワンのヤクルトレビンズ戸田に加入したことを発表した。